# Клинт, Коре
Коре Йенсен Клинт (нем. Kaare Jensen Klint; 15 декабря 1888, Фредериксберг, Дания — 28 марта 1954, Копенгаген, Дания) — датский архитектор. Известен как отец современного дизайна мебели. Его стиль был воплощен аккуратными, ясными линиями, использованием лучших материалов своего времени и превосходным мастерством исполнения. Был сыном влиятельного архитектора Педера Вильгельма Йенсена-Клинта. В 1930 году после смерти своего отца он построил монументальную церковь Грундтвига.

## Ранняя жизнь и образование
Коре Клинт родился 15 декабря 1888 года в округе Фредериксберг в Копенгагене. Учился на мебельщика в Калуннборге, с 1893 года посещал техникум в Копенгагене, мебельную школу Йенса Мёллера-Йенсена и Школы мастерских художников при Йохане Роде. Затем он был причислен к Карлу Петерсену, а также преподавал архитектурную торговлю со своим отцом, который завершил свой первый архитектурный проект в 1896 году. В 1914 году Клинт спроектировал свой первый предмет мебели (кресло Фааборга) для музея.